# De Berlaimontlaan
De de Berlaimontlaan (Frans: Boulevard de Berlaimont) is een straat binnen de Vijfhoek van de Belgische hoofdstad Brussel. Ze loopt van de Stormstraat en de Collegialestraat naar de Zandstraat. De de Berlaimontlaan is een brede laan op de Noord-Zuidverbinding. Ze volgt op de Pachecolaan, de Keizerinlaan en de Keizerslaan. In het zuiden loopt de straat in de Keizerinlaan over en in het noorden in de Pachecolaan.
De 300 meter lange laan wordt gedomineerd door het monumentale gebouw van de Nationale Bank van België aan de oostzijde. Aan de westzijde bevinden zich eveneens kantoorgebouwen waar ook diensten van de Nationale Bank van België zijn gevestigd. De naam van de laan eert de adellijke familie de Berlaymont en herinnert aan het door hen gestichte klooster dat er van 1625 tot 1794 gelegen was.
Na de laatste heraanleg heeft de 20 meter brede laan naast brede voetpaden met grote stoeptegels, een rijbaan met per rijrichting een enkele rijstrook, een fietsstrook en een parkeerstrook. Centraal bevindt zich een circa 1,5 meter brede gearceerde scheidingsstrook.

## Kunst
Op het einde van de de Berlaimontlaan, op de rotonde met verbindingen met de Zandstraat, de Pachecolaan en de Bankstraat, bevindt zich sinds 2013 het kunstwerk The Container van Luc Deleu. Nadat het kunstwerk enkele jaren eigendom van de kunstenaar was kocht de stad Brussel het in 2020 over.

## Galerij

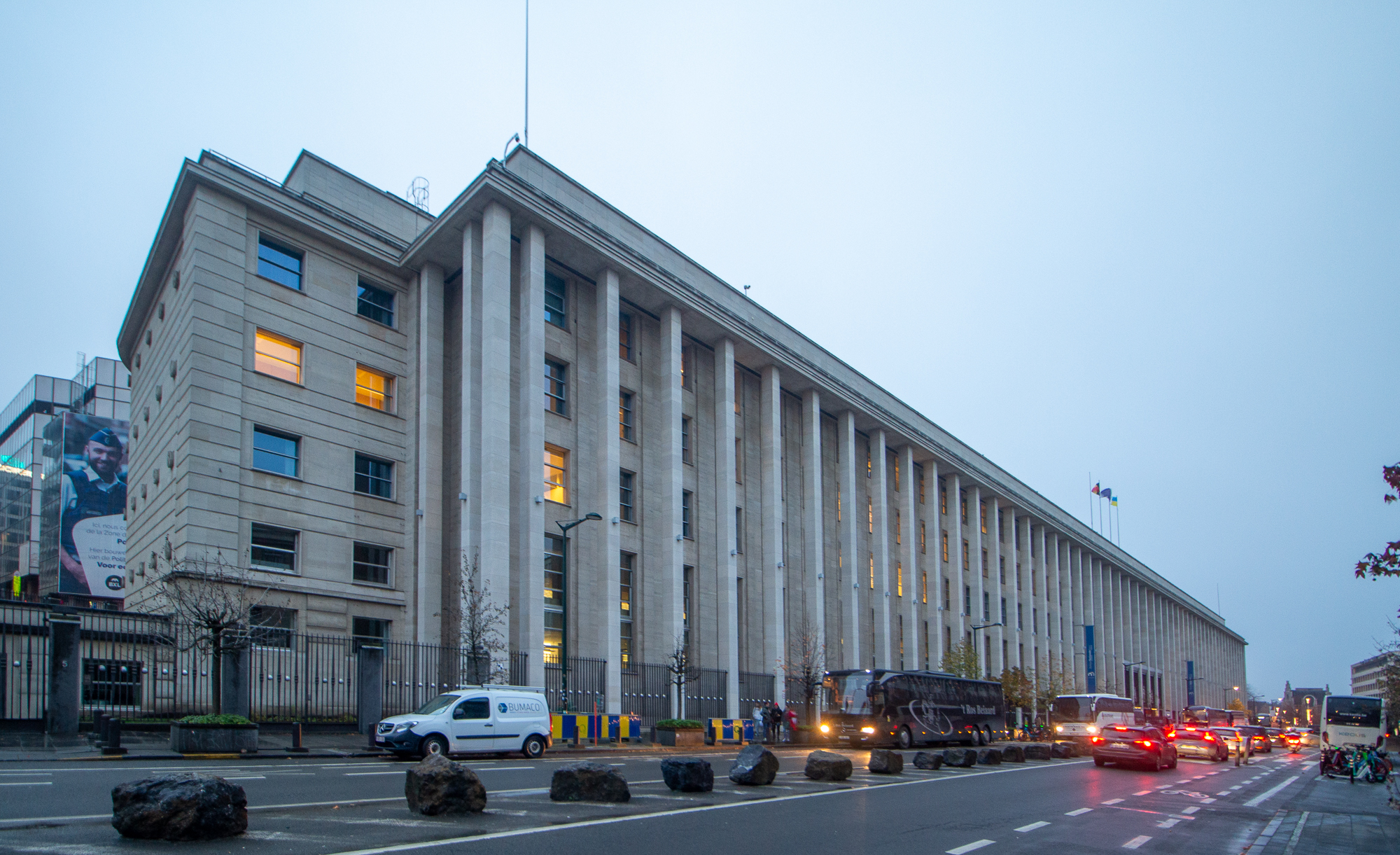
Gevel van het gebouw van de Nationale Bank van België
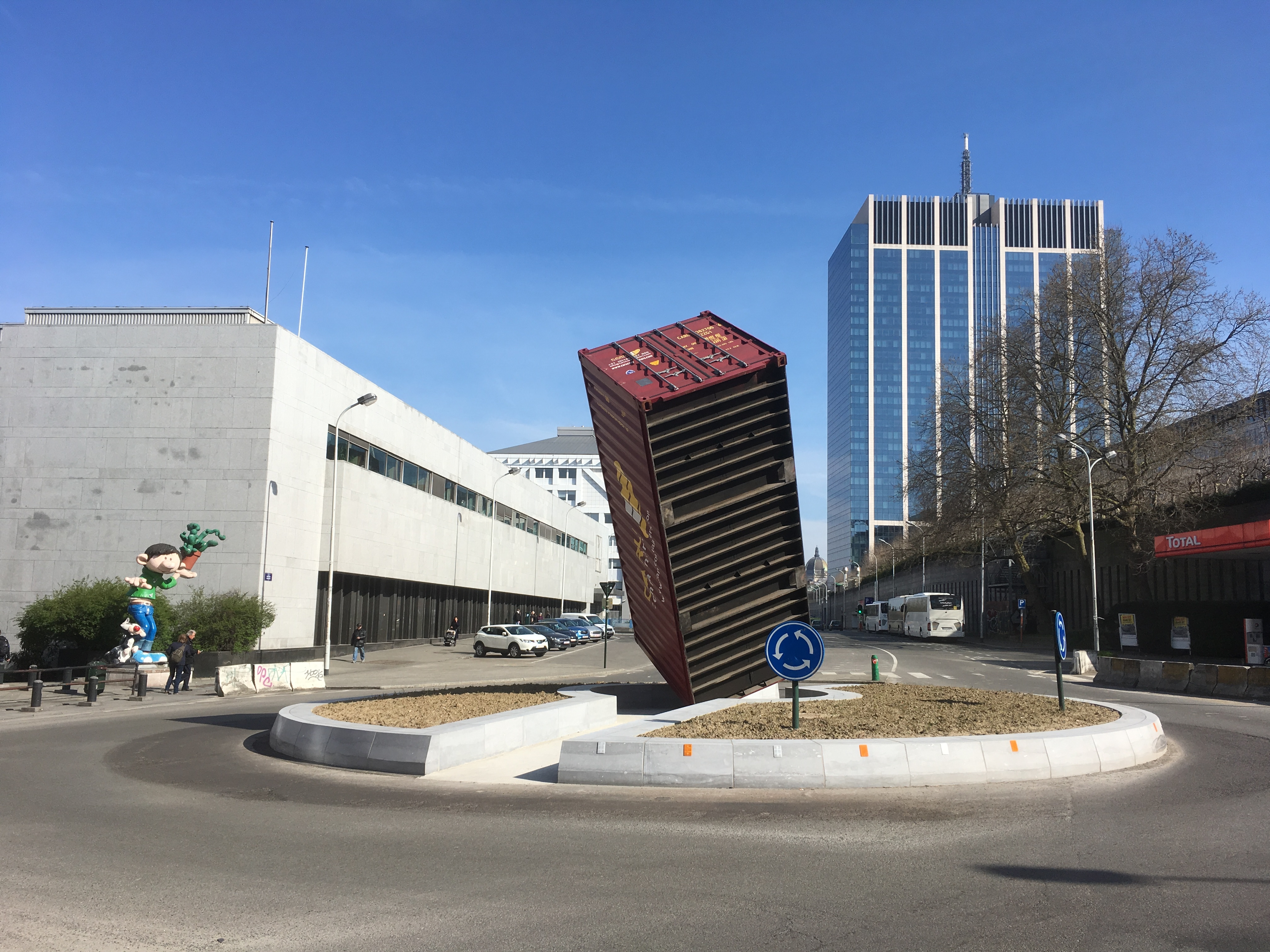
The Container van Luc Deleu